# 龍泉洞
39°51′37.92″N 141°47′50.21″E / 39.8605333°N 141.7972806°E
龍泉洞是位於日本岩手縣下閉伊郡岩泉町的鐘乳洞，洞內長度約為2.5公里至5公里，其中1.2公里開放供
觀光使用。龍泉洞附近的安家洞為日本最長的鐘乳洞，達23.7公里。
1967年重整龍泉洞口時，在入口側邊發現新的洞口，稱為「龍泉新洞」，洞內曾經發現許多古人所用的土器、石器。
龍泉洞的湧泉水質清澈，據稱是由地底湖湧出的泉水，也獲選為日本名水百選之一。與山口縣美禰市的秋芳洞及高知縣香美市的龍河洞並為日本三大鐘乳洞。

## 图廊

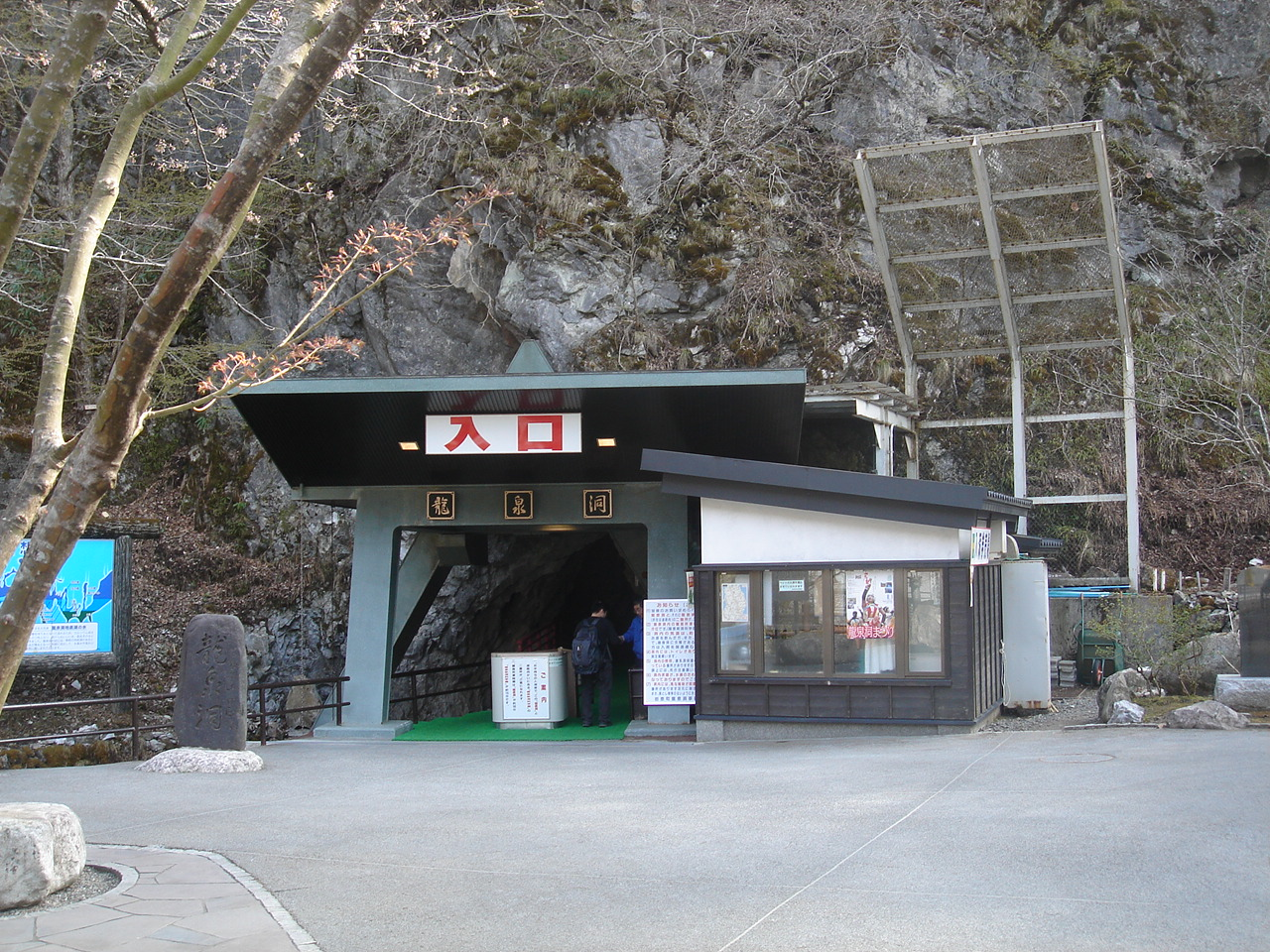
龍泉洞入口
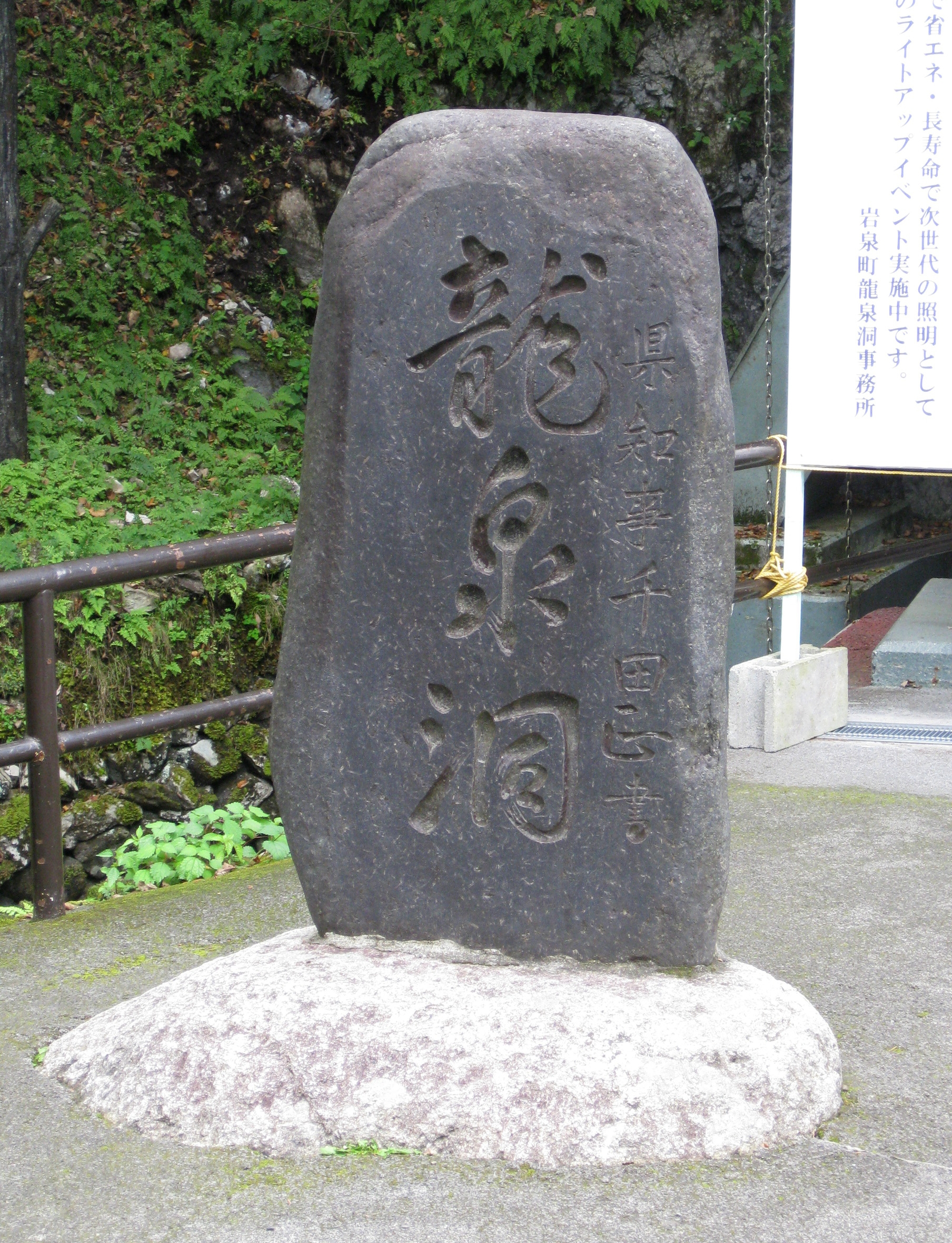
龍泉洞石碑
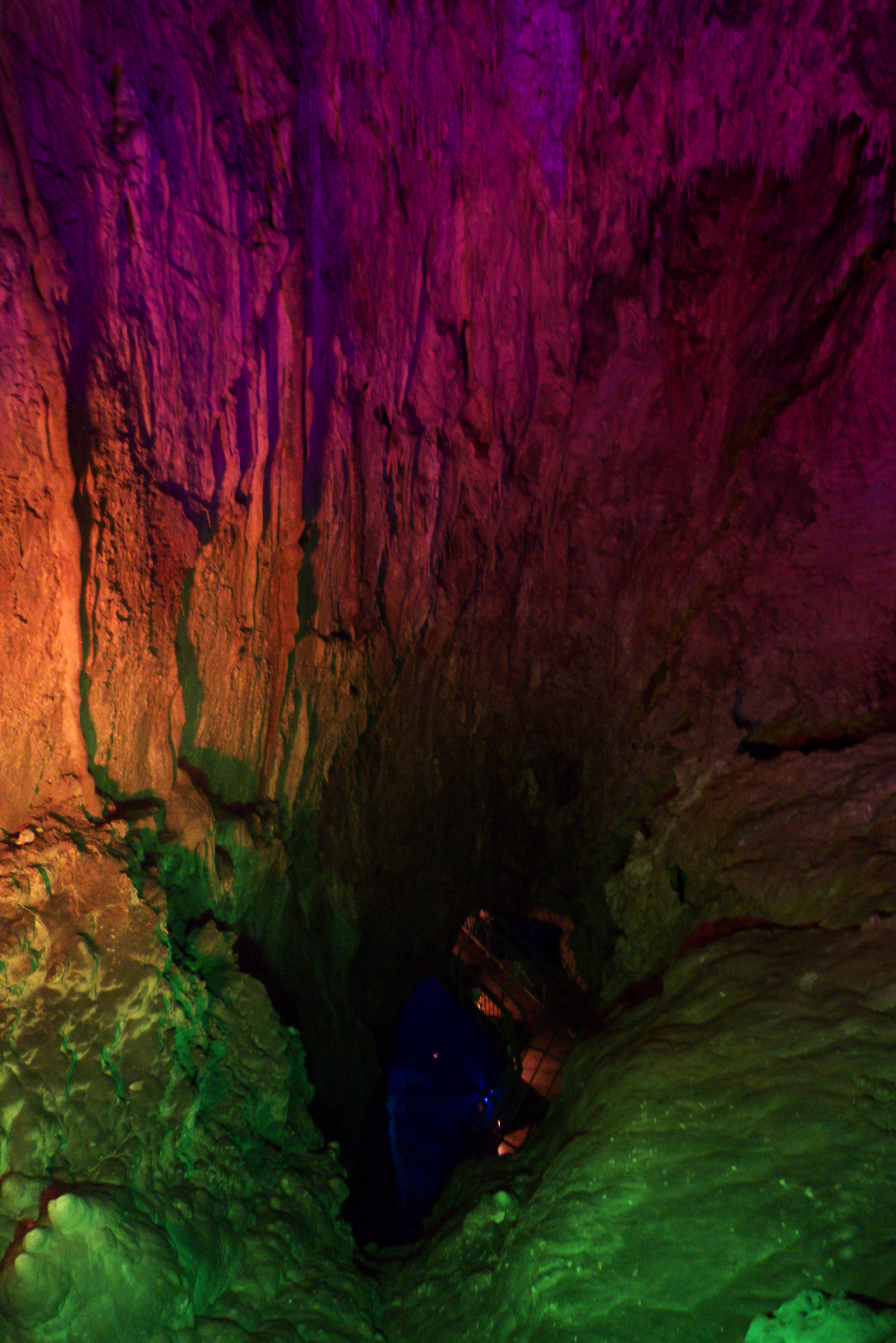
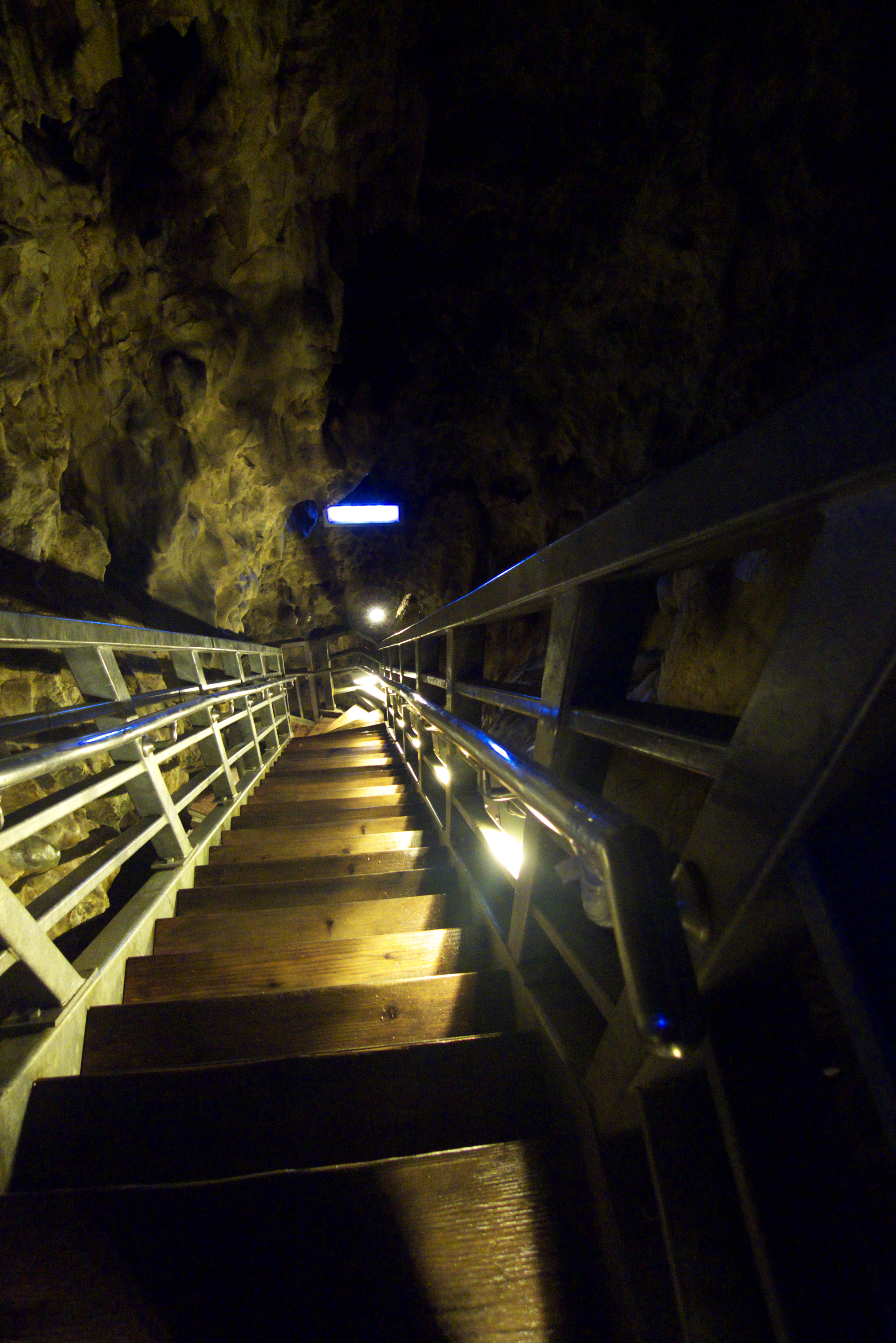
下行台阶
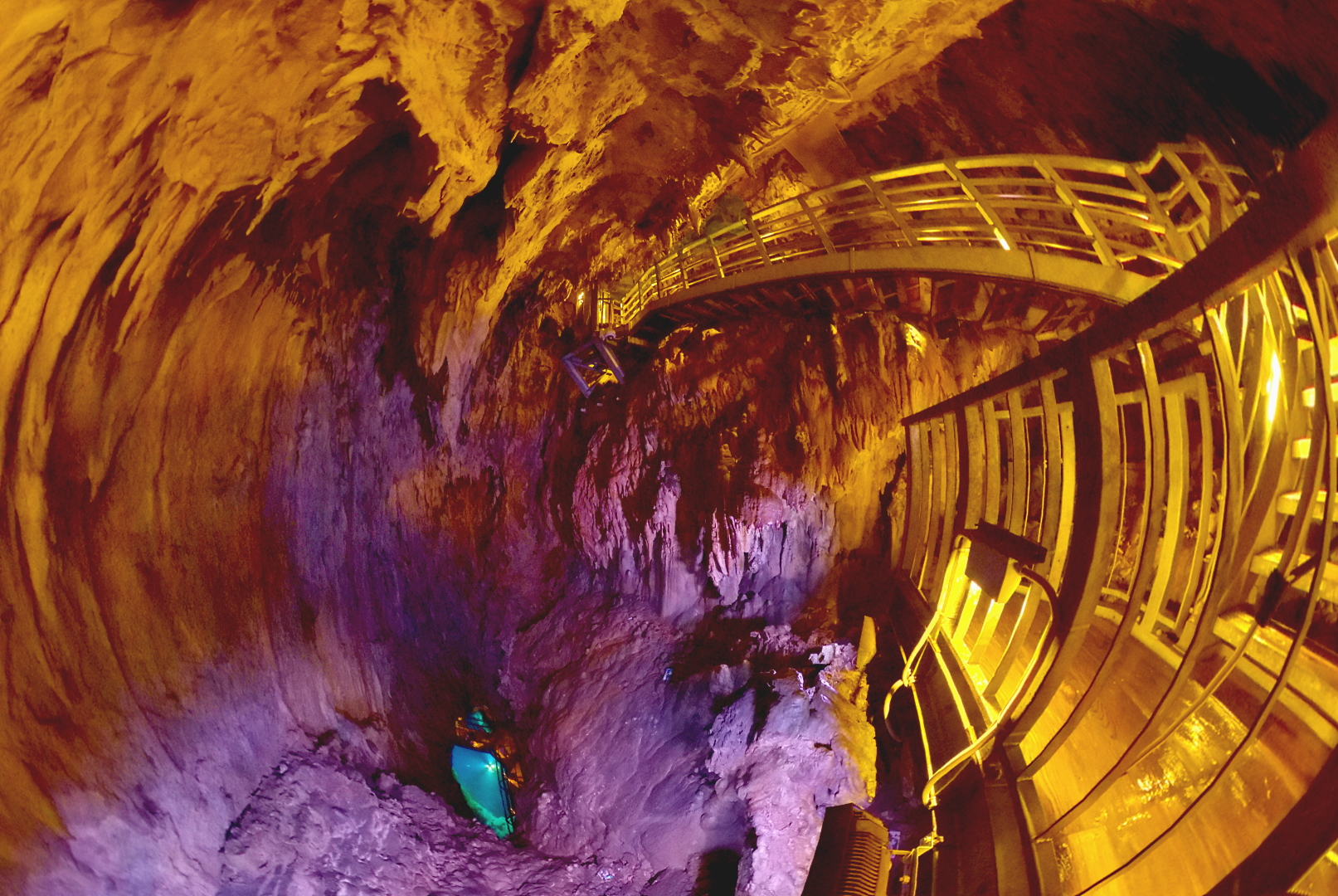
龍泉洞内部
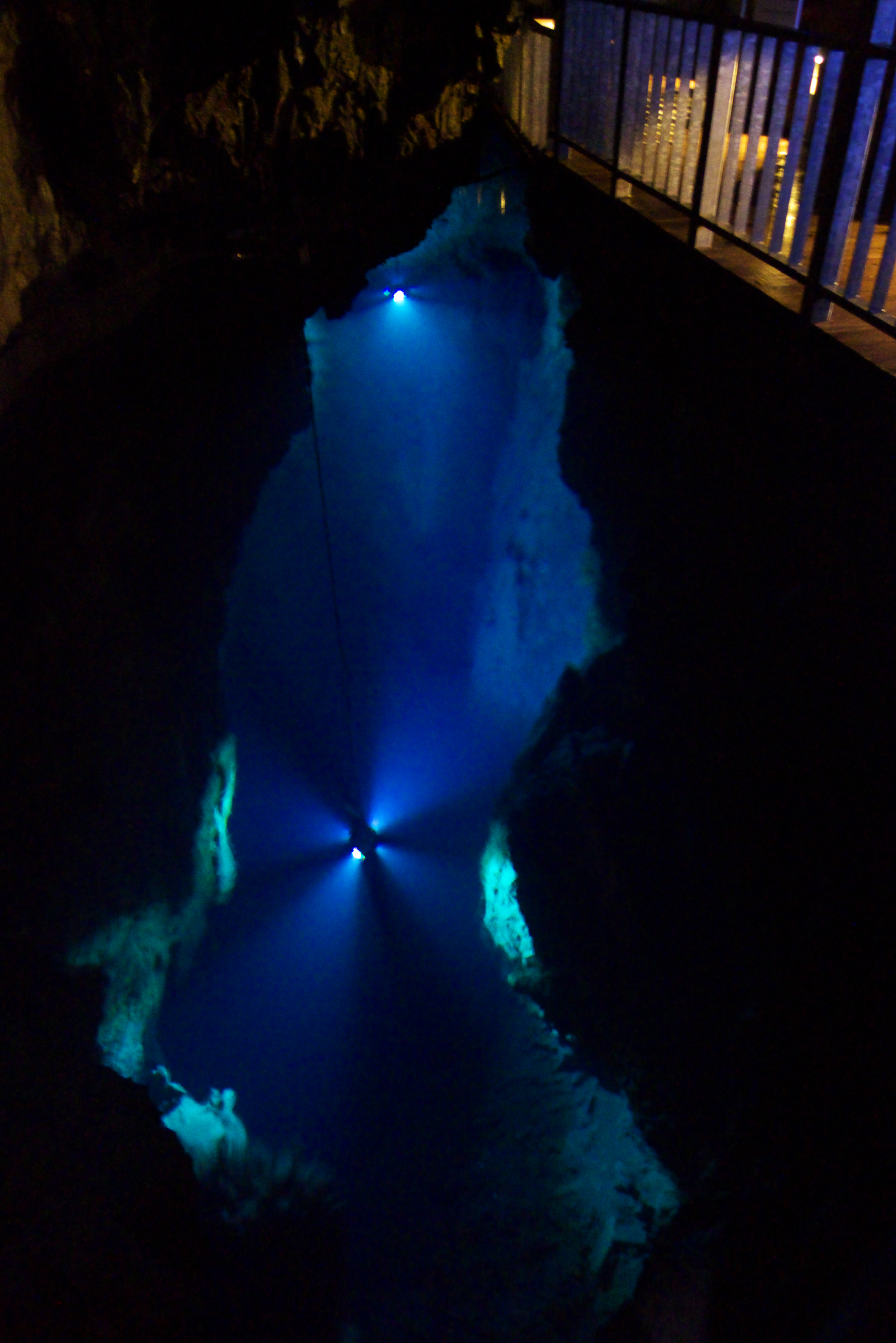
地底湖
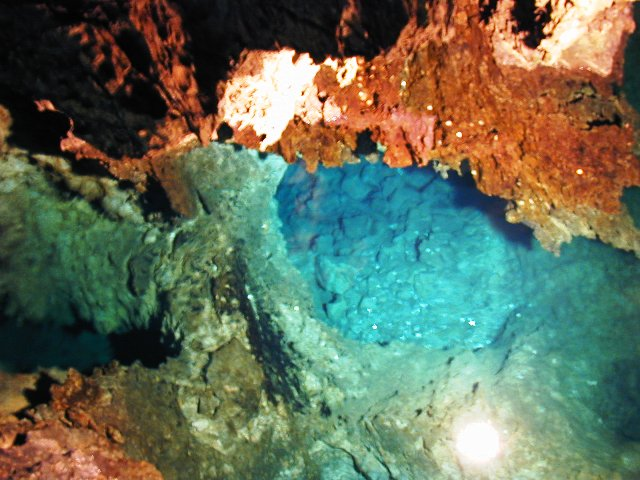
地底湖
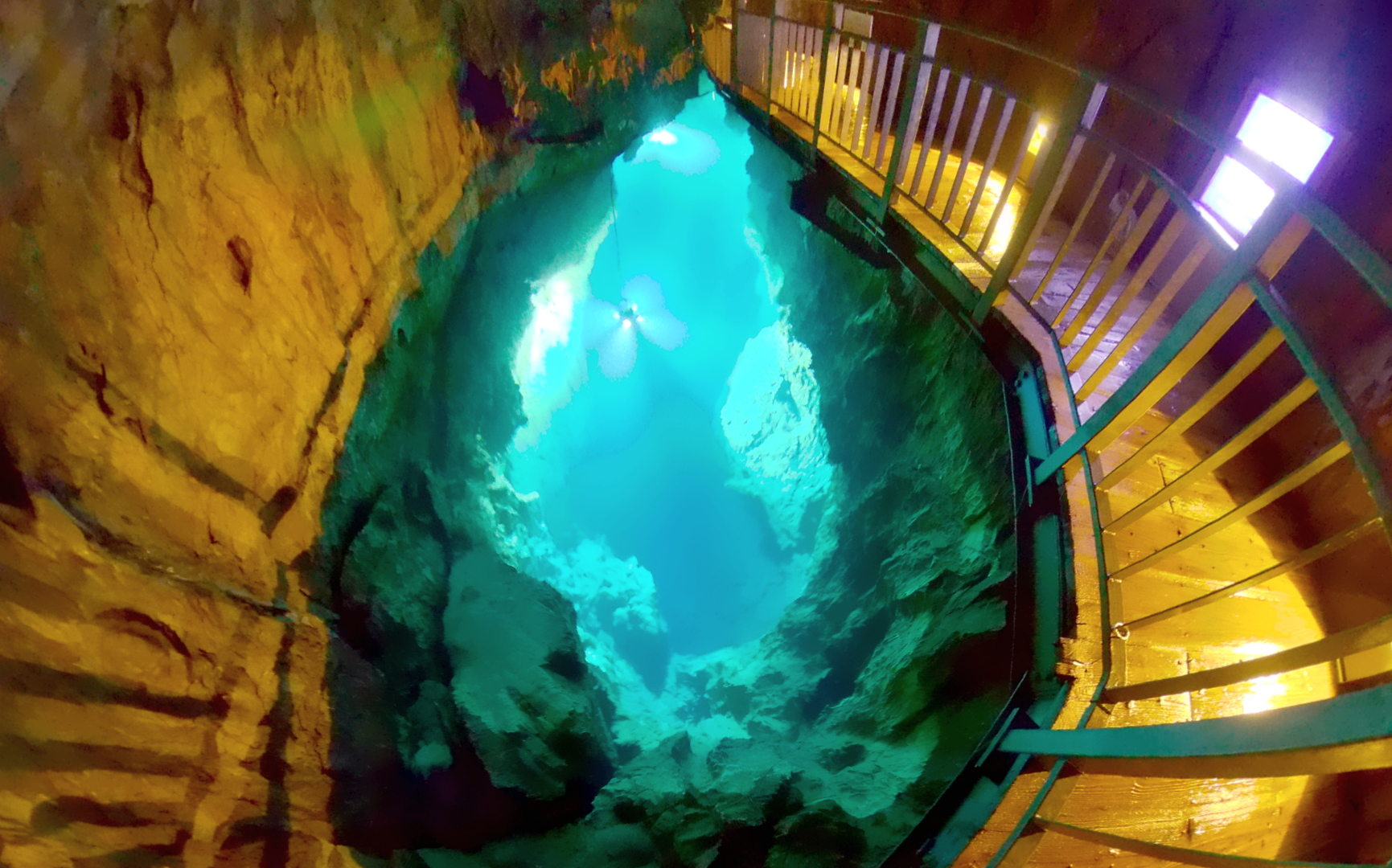
地底湖